# Technique de l'arrosage indirect
La technique de l'arrosage indirect est une méthode de lutte contre l'incendie en intérieur (milieu clos ou semi-clos). 

## Principe
Elle consiste à arroser les parois chaudes de la pièce (murs et plafond) au jet bâton pour créer de la vapeur qui va étouffer le feu.
La vapeur d'eau générée est très calorifique, l'intérieur de la pièce devient un véritable « autocuiseur à vapeur ». En raison des risques importants de brûlure, cette méthode ne peut s'utiliser qu'en l'absence de victime dans la pièce, et les pompiers doivent arroser de l'extérieur puis refermer la porte lorsque la vapeur générée est suffisante. Cette technique est délicate à mettre en œuvre et nécessite une grande technicité.